# Zen 4
Zen 4 — кодовое имя микроархитектуры процессоров фирмы AMD, анонс которой состоялся 31 августа 2022 года. В продажу настольные процессоры Ryzen 7000 на базе микроархитектуры Zen 4 поступили в сентябре 2022 года. 
Zen 4 применена в настольных процессорах Ryzen 7000 (кодовое имя «Raphael»), будут использоваться в высокопроизводительных мобильных процессорах (кодовое имя «Dragon Range»), в экономичных мобильных процессорах (кодовое имя «Phoenix»), а также в серверных процессорах (кодовые названия «Genoa» и «Bergamo»). 
С января 2024 года на данной архитектуре и её модификации Zen 4c производятся процессоры серии Ryzen 8000G (кодовое имя «Phoenix»).

## Ключевые особенности архитектуры
По сравнению с Zen 3, архитектура ядер Zen 4 обеспечивает прирост в количестве исполняемых за такт инструкций (IPC) на 13 %, а максимальную частоту подняли до 5,7 ГГц, Что касается одноядерной производительности, то она увеличилась вплоть до 29 %.
Основной же акцент был сделан на внедрение новых инструкций AVX-512 и AVX-512 VNNI (ускорение вычислений для нейросетей), увеличение буфера ветвления (BTB) и размере Op-кэша, усовершенствовании предсказателя ветвлений, увеличении размеров регистровых файлов, увеличении очереди команд и ряде других изменений дабы конвейер максимально эффективно справлялся с новыми инструкциями.
На настольных и серверных платформах Zen 4 перешла с памяти DDR4 на память DDR5; DDR4 не поддерживается. Кроме того, Zen 4 поддерживает новые профили SPD AMD EXPO для более полной настройки памяти и разгона производителями оперативной памяти. В отличие от Intel MPX, AMD EXPO продаётся как открытый, лицензионный и безвозмездный стандарт для описания параметров комплекта памяти, таких как рабочая частота, тайминги и напряжения. Это позволяет кодировать более широкий набор таймингов для достижения лучшей производительности и совместимости. Однако профили памяти XMP по-прежнему поддерживаются.
Все настольные процессоры Ryzen имеют 24 + 4 шины PCIe. 
4 шины PCIe 5.0 зарезервированы для подключения чипа южного моста или набора микросхем.

## Техпроцесс 5 нм
Все процессоры Zen 4 основаны на технологическом процессе под кодовым названием N5 PPA от компании TSMC. Он производится по второму поколению технологии EUV, которая является самым передовым решением в литографической промышленности с наилучшими показателями производительности, мощности и площади (PPA). Данный техпроцесс обеспечивает скорость примерно на 15 % выше, чем технология N7 (7 нм), или снижение потребляемой мощности примерно на 30 %. Плотность размещения транзисторов при этом возрастает в 1,8 раза.

## Процессоры
Ryzen Threadripper Pro — линейка процессоров (напр., 7985WX, 64(128) ядра; 5000WX, 96 ядер) для рабочих станций на базе Zen 4; используют сокет SP6 с поддержкой восьмиканальной подсистемы памяти DDR5.
Instinct MI300X и MI300A для рынка ИИ и высокопроизводительных вычислений, является самым большим чипом AMD в истории (MI300A - 153 млрд транзисторов). Оснащён 24 процессорными ядрами Zen 4, CDNA 3 и 8 стеками HBM3.

### Настольные
| Серия и модель | Серия и модель | CPU           | CPU           | CPU           | CPU    | CPU   | CPU      | iGPU | Сокет | TDP    | Дата выхода | Цена  |
| Серия и модель | Серия и модель | Ядра (потоки) | Частота (ГГц) | Частота (ГГц) | Кэш    | Кэш   | Кэш      | iGPU | Сокет | TDP    | Дата выхода | Цена  |
| Серия и модель | Серия и модель | Ядра (потоки) | Базовая       | Макс.         | L1     | L2    | L3       | iGPU | Сокет | TDP    | Дата выхода | Цена  |
| -------------- | -------------- | ------------- | ------------- | ------------- | ------ | ----- | -------- | ---- | ----- | ------ | ----------- | ----- |
| Ryzen 5        | 7500F          | 6 (12)        | 3,7           | 5,0           | 384 КБ | 6 МБ  | 32 МБ    | Нет  | AM5   | 65 Вт  | 2023 Q3     | 179 $ |
| Ryzen 5        | 7600           | 6 (12)        | 3,8           | 5,1           | 384 КБ | 6 МБ  | 32 МБ    | Да   | AM5   | 65 Вт  | 2023 Q1     | 229 $ |
| Ryzen 5        | 7600X          | 6 (12)        | 4,7           | 5,3           | 384 КБ | 6 МБ  | 32 МБ    | Да   | AM5   | 105 Вт | 2022 Q3     | 299 $ |
| Ryzen 7        | 7700           | 8 (16)        | 3,8           | 5,3           | 512 КБ | 8 МБ  | 32 МБ    | Да   | AM5   | 65 Вт  | 2023 Q1     | 329 $ |
| Ryzen 7        | 7700X          | 8 (16)        | 4,5           | 5,4           | 512 КБ | 8 МБ  | 32 МБ    | Да   | AM5   | 105 Вт | 2022 Q3     | 399 $ |
| Ryzen 7        | 7800X3D        | 8 (16)        | 4,2           | 5,0           | 512 КБ | 8 МБ  | 96 MB    | Да   | AM5   | 120 Вт | 2023 Q2     | 449 $ |
| Ryzen 9        | 7900           | 12 (24)       | 3,7           | 5,4           | 768 КБ | 12 МБ | 32+32 МБ | Да   | AM5   | 65 Вт  | 2023 Q1     | 429 $ |
| Ryzen 9        | 7900X          | 12 (24)       | 4,7           | 5,6           | 768 КБ | 12 МБ | 32+32 МБ | Да   | AM5   | 170 Вт | 2022 Q3     | 549 $ |
| Ryzen 9        | 7900X3D        | 12 (24)       | 4,4           | 5,6           | 768 КБ | 12 МБ | 32+96 МБ | Да   | AM5   | 120 Вт | 2023 Q1     | 599 $ |
| Ryzen 9        | 7950X          | 16 (32)       | 4,5           | 5,7           | 1 МБ   | 16 МБ | 32+32 МБ | Да   | AM5   | 170 Вт | 2022 Q3     | 699 $ |
| Ryzen 9        | 7950X3D        | 16 (32)       | 4,2           | 5,7           | 1 МБ   | 16 МБ | 32+96 МБ | Да   | AM5   | 120 Вт | 2023 Q1     | 699 $ |

1. ↑  Максимальная частота Precision Boost 2 , 1–2 активных ядер

### Мобильные
Мобильные процессоры серии Ryzen 7000 используют архитектуры Zen 2, Zen 3 и Zen 4 (модели 7045). Третья цифра в номере модели означает используемую архитектуру.